# デジタル・プラットフォーマー
デジタル・プラットフォーム事業者 (デジタル・プラットフォームじぎょうしゃ) あるいはデジタル・プラットフォーマー (和製英語：digital platformer) とは、情報通信技術 (ICT) やデータを活用し、ユーザーに多種多様なサービスの「場」(platform) を提供する事業者の総称。これら事業者の提供するサービスやツールはデジタル・プラットフォームと呼ばれ、具体的には以下が含まれる。
1. 電子商取引 - 特にアプリストアのようなオンライン仲介サービスや、オンライン・ショッピング (マーケットプレイス)
2. 調査・学習支援 - 検索エンジンや仮想アシスタント (ビッグデータを活用したAIアシスタント) など
3. コミュニケーション・ツール - ソーシャルメディア (SNS) やメッセージングサービス
4. コンテンツの生成・配信・閲覧 - 動画共有サービス、ニュースアグリゲーター、ビデオ・オン・デマンド (VOD)、音楽ストリーミング配信サービス、生成AI
5. 技術基盤 - ウェブブラウザ、クラウドコンピューティングサービス、オペレーティングシステム (OS)
6. オンライン広告サービス

これらデジタル・プラットフォームは、多くの人々の生活に深く浸透して不可欠な存在となっているだけでなく、ビジネス機会を創出して経済成長を後押ししてきた。こうした多大な貢献の一方で、その影響力の大きさから独占的な地位を築いて自由市場のメカニズムを歪める負の側面も生み出している。またサイバー攻撃を受けて個人データが漏洩したり、一部ユーザーが違法コンテンツを拡散したりするなど、デジタル・プラットフォームが悪用される社会問題も発生している。
こうした背景から、国・地域ごとにデジタル・プラットフォーム事業者を規制する法制度を整備している。例えば欧州連合 (EU) では、特にユーザー数が多く社会的影響力の大きい事業者を単数形のVLOP、ないし複数形のVLOPs (英: Very Large Online Platforms、超大規模オンライン・プラットフォーム) またはVLOSE、VLOSEs (英: Very Large Online Search Engines、超大規模オンライン検索エンジン) と分類し、法規制の対象としている。日本でもデジタルプラットフォーム取引透明化法を成立させ、特定デジタルプラットフォーム提供者 (DPF提供者) の名称で特定事業者を指定して特別監視下においている。また、世界的に影響力の大きい事業者名の頭文字をとって、GAFAやGAFAMの集合名詞が使われることもある。GAFAの中国企業版はBATとも呼ばれる。ただしアメリカ合衆国ではこうした頭文字は一般的ではなく、ビッグ・テック (英: Big Tech) の呼称が一般メディアだけでなく、法案審議の公的な場などでも広く用いられている。

## 主な事業者と提供サービス
代表的なデジタル・プラットフォーム事業者としては以下が挙げられる (アルファベット、五十音順)。
■印は、欧州連合 (EU) の規則「デジタルサービス法」(DSA) に基づき、公的に指定されているVLOPsないしVLOSEsである。DSAでは、月次アクティブ・ユーザー数が4,500万人以上であることを指定基準に定めている。
●印は、EU規則のデジタル市場法 (DMA) が大規模なデジタル・プラットフォーム事業者の中でも特に「ゲートキーパー」(Gatekeeper) の役割を担っており、支配的な振る舞いが経済に影響を及ぼしうると指定している事業者である。
★印は、日本のデジタルプラットフォーム取引透明化法によって「特定デジタルプラットフォーム提供者」に指定されて規制対象となっている事業者である。
無印は、これら法制度の指定から外れているもののメディアや識者などで取り上げられた大規模事業者であり、出典を個別に付記する。
- (■) Alibaba Group - オンライン・ショッピングのAlibaba.com (国内向け)、AliExpress (国外向け)、クラウドコンピューティングのAlibaba Cloudなどを運営する中国系企業
- (■●★) Amazon.com - オンライン・ショッピングのAmazonやクラウドコンピューティングのAWS、仮想アシスタントのAmazon Alexaなどを運営・提供する米系企業
- (■●★) Apple - アプリストアのApple App Store、iTunes、モバイルOSのiOS、仮想アシスタントのSiriなどを運営する米系企業
- (■) Booking Holdings - オンライン旅行・宿泊予約サイトBooking.comやAgodaなどを運営するオランダ系企業
- Baidu - 検索エンジンなど運営する中国系企業[22][23]
- (■●) ByteDance - 動画特化型ソーシャルメディアのTikTokなどを運営する中国系企業
- Daum - ニュースアグリゲーターの韓国主要プレイヤー[24]
- Discord - 音声・動画・文字チャット[注 6]
- (■●★) Googleと親会社Alphabet - アプリストアのGoogle Play、地図・店舗情報Google マップ、Google ショッピング、動画共有サービスYouTube、検索エンジンGoogle 検索、Google 広告などを運営する米系企業
- (★) LINEヤフー - メッセージングサービスのLINE (Naverから独立したLINEが前身)、ポータルサイトのYahoo! JAPANやニュースアグリゲーターのYahoo!ニュース[26][27]、Yahoo!ショッピング、Yahoo!広告などを主に日本国内向けに運営する日系企業
- (■●★) Meta - ソーシャルメディアのFacebookやInstagram、ネット広告のFacebook広告、メッセージングサービスのWhatsAppなどを運営する米系企業
- (■●) Microsoft - ビジネス特化型ソーシャルメディアのLinkedIn、検索エンジンBing、Bingを活用したニュースアグリゲーターMicrosoft Start (旧MSNニュース) などを運営する米系企業
- Naver - 検索エンジンNaverを運営する韓国系企業で、ニュースアグリゲーターサービスも提供[24]
- (■) PDD Holdings (拼多多) - オンライン・ショッピングのTemuを運営する中国系企業[注 7]
- (■) Pinterest - 写真特化型ソーシャルメディアのPinterestを運営する米系企業
- (■) Pornhub - ポルノ動画シェアサイトを運営するカナダ系企業[注 8]
- Reddit - 電子掲示板および掲示板型ソーシャル・ニュースアグリゲーターを運営する米系企業[29][注 9]
- (■) Shein - ファッションに特化したショッピング・サイトを運営する中国/シンガポール系企業[注 10]
- (■) Snap Inc. - Snapchatなどを運営する米系企業
- (■) Stripchat - ポルノ動画配信サイト[注 8]
- Telegram - 秘匿性が高いことで知られるロシア/ドバイ系インスタントメッセンジャー[33][注 11]
- Tencent - メッセージングサービスのWeChatおよびTencent QQ、ニュース・ポータルサイトの news.qq.com などを運営するほか、世界最大級のゲーム会社としても知られる中国系企業[22][23]
- (■) WGCZ Holding - ポルノ動画シェアサイトXVideosおよびXNXX（英語版）を運営するフランス/チェコ系企業[注 12]
- (■) Wikimedia Foundation - Wikipediaなどを運営する米系非営利団体
- (■) X Corp. - ソーシャルメディアのX (旧Twitter) を運営する米系企業
- Yahoo! (日本国外) - ニュースアグリゲーターのYahoo!ニュース[35]、検索エンジンなどを運営する米系企業
- (■) Zalando - ファッション・美容に特化したショッピング・サイトを運営するドイツ系企業
- (★) 楽天 - ショッピング・サイト楽天市場などを運営する日系企業
- 5ちゃんねる (旧2ちゃんねる) - 電子掲示板[9]:459

戦略系コンサルティング・ファーム Bain & Companyの集計分析によると、2021年11月時点の世界の市場価値トップ10社のうち、6社がデジタル・プラットフォーム事業者で占められている。
上記一覧上に登場しないが、人工知能 (AI) の各社活用が見受けられる。戦略系コンサルティング・ファーム McKinsey & Companyの調査報告書によると、2023年の生成AI市場への投資総額は360億米ドル (日本円に換算して5兆円強) に達しており、軍事・航空・化学などの技術系分野から、消費財や旅行といった一般消費者向け分野まで、幅広く生成AIは影響を及ぼしているとされる。同報告書は、AIを活用したアプリケーションは最大で年間総額11兆から18兆米ドル (1,548兆から2,533兆円) の経済価値を将来的に創出しうると試算している。AIの影響で、Google上での検索件数は2022年から2023年にかけて700%弱の増加となっている。Google自身がAI市場に参入しており、Gemini (旧名: Bard) を開発・提供している。また生成AIの代表格として挙げられるChatGPTを提供するOpenAIに対し、Microsoftは2019年から2024年にかけて累計137.5億米ドルを出資している。またAmazon、Google、Microsoft、MetaともにAIチップ (AI向け半導体) を内製化して自社開発に乗り出しておりAIチップメーカーで支配的な地位にあるNvidiaを追撃しているなど、ビッグテックとAI市場の関係も深い。

## 事業モデル
ひとたびデジタル・プラットフォームが多くのユーザーを獲得すると、既存ユーザーが新規潜在ユーザーを呼び込む、あるいはオンラインショッピングのように新規出店者 (つまりプラットフォームの補完者) を呼び込む「ネットワーク効果」が働くとされる:2。加えて、魅力的な代替サービスが新たに登場しても乗り換えづらい、いわゆる「スイッチング・コスト」の高さも見受けられる。これらの理由から、ユーザー数がさらに増加して特定事業者の影響力が拡大する連鎖現象が指摘されている。こうして囲い込まれるユーザー基盤によって、特定事業者への「データ集中」(有益なデータの集積・応用) が起こる。
データの重要性は、デジタル・プラットフォーム事業各社によるAIの積極的な開発・活用にも見て取れる。AIの精度向上には、AIの学習データの量と質両方を向上させることが不可欠である。2023年の調査広告によると、半数以上の企業がAI開発を中止しており、その理由の一つとして学習データの入手困難性が挙げられている。

## デジタル・プラットフォームの諸問題
以下のとおり、デジタル・プラットフォーム上のトラブルが大きな社会問題に発展している。これに対応すべく、各国・地域ではデジタル・プラットフォーム事業者への法的規制を整備・強化している (詳細は#法制度の章で詳述)。
- 不正競争の理論 (反トラスト法・独占禁止法など) に反する市場での支配的・優越的地位濫用
- 違法な物販・サービス取引、犯罪行為の通信・決済手段
  - 麻薬取引やマネーロンダリング、強盗などの組織犯罪
  - 生成AIとボットを悪用した広告料詐取
- ユーザーの言動監視・検閲、個人情報のデータ漏洩・無断活用
- ユーザーによる違法ないし不適切コンテンツの投稿・共有・拡散 (以下「シェア」と表記) 
  - 著作権侵害や商標権侵害コンテンツのシェア
  - 偽情報 (フェイクニュース)・詐欺広告のシェア
  - 誹謗中傷や名誉毀損、肖像権侵害など人格権侵害に当たるコンテンツのシェア
  - (成人にとっては違法ではないものの) 未成年者の保護にそぐわないコンテンツの閲覧無制限・シェア など
- 膨大な電力と水消費による環境負荷

不正競争
大規模デジタル・プラットフォーム事業者以外へのサービス乗り換えが困難であったり、新規事業者の市場参入障壁が高くなるなど、自由で開かれた競争環境を損ねているとして、各国では独占禁止の観点から規制をかけている。
組織犯罪
たとえば、秘匿性が高いことで知られるメッセージングサービスのTelegramは:289–290、組織犯罪の温床になっていると国連薬物犯罪事務所の2024年調査報告書上で指摘されている。サイバー空間での詐欺、違法賭博、マネーロンダリング (資金洗浄)、マルウェアの販売取引、殺人依頼といった犯罪行為にTelegramが通信手段として使用されていると言われる。また日本では闇バイトと呼ばれ、組織犯罪の末端実行者をアルバイトのごとく募集し、違法行為を行っている例も多数報告されている。闇バイトの募集や実行指示にSNSやメッセージングサービスが悪用されている。2024年時点の警視庁公表情報によると、Telegram以外にも同じく秘匿性が高いメッセージングサービスのSignalの利用が確認されている。
個人情報の取扱
日本の総務省が日本、米国、ドイツおよび中国の4か国で実施した消費者調査 (2023年報告公表値) によると、一般消費者が個人データをデジタル・プラットフォーム事業者に提供するに際して重要視するポイントの第1位は、4か国全てで「十分なセキュリティを担保」であった。
権利侵害コンテンツの投稿・拡散
一部の国の著作権法では、他者の著作物が無断でデジタル・プラットフォーム上に投稿された際には、デジタル・プラットフォーム事業者に著作権者が通告して削除させる手続を定めている (#法制度で詳細後述)。Googleの運営するYouTubeを例にとると、2014年の1年間に著作権侵害で削除された動画は1億8,000万本超に上るとされる。また2014年のフランス政府公式データによると、著作権侵害コンテンツを投稿・アクセスしたユーザーに対して取締機関が発した警告件数は、2014年5月の1か月間で約15万件に上っている。フランスの政府機関がこうした取締や啓蒙活動などの活動に費やした年間金額は、2,330万ユーロから2,600万ユーロとの試算もある (2012年調査報告)。
未成年者のネットいじめ (Cyberbulling) も社会問題化している。世界保健機関 (WHO) が欧州を中心とした44か国・地域で実施した調査の2024年報告によると、通学年齢児童の6人に1人がネットいじめを経験したと回答している。ネットいじめを行う児童の割合は2018年から2022年にかけて増加傾向を見せている。米国でも中高生を対象に2007年から2023年にかけてネットいじめを調査しており、被害に遭った割合は平均31.2%となっている。2024年の報告によると、特に未成年者の性的画像拡散は過去20年間で急増しており、被害者が自傷行為に走るなど深刻な状況にある。2024年6月時点でEU広域でこの問題に正面から対応する立法は行われておらず、問題が指摘されている。国際連合では1989年に子どもの権利条約が採択され、第19条で心的ダメージを含む「虐待等からの保護」が定められているものの、具体的な対応は各国の国内法に任されている状況である。
偽情報と詐欺・詐取
上述のとおり、AIはビッグテックとの関係性が深い。しかしながら、AI使用の倫理的・法的な不確実性も懸念されている。
たとえば生成AIによってデジタル広告業界にも影響が出ている。Googleなどの広告配信プログラムは、自社・自身のウェブサイトにGoogleなどから配信される他社広告を掲載し、閲覧数に応じて広告料がウェブサイト運営者に支払われる仕組みである。この仕組みを悪用し、生成AIを用いて作成したダミーサイト (Made-for-Advertising websites、略称: MFAs) 上に広告を表示する。そしてボット (bot) を使って、MFAに大量アクセスして広告閲覧数を水増する。自社宣伝目的で広告を出稿している広告主からすれば、広告料を詐取されている状態であり、かつMFAはポルノなどの低質なコンテンツを掲載していることもあり、広告主のブランド毀損にもつながる。デジタル広告全体に占めるMFAの割合は2023年から2024年にかけて20% - 30%に達していると見られている。この広告詐欺スキームを金額に換算すると、世界の広告主が負った被害額は23年の1年間で842億米ドル (約13兆円) に達するとの試算もある。
デジタル配信広告による投資詐欺の事例も報告されている。産経新聞の2024年調査によると、Meta社が運営するFacebookおよびInstagram上で自動表示された「投資」のキーワードを含む広告20,742件を検証したところ、半数以上が著名人の肖像 (画像・映像) ないし氏名を無断使用した「なりすまし」広告だと判明した。多くは類似の文面を流用しており、機械的に広告が生成されている可能性が指摘されている。
現代社会には広告に限らず偽画像や偽動画が多く出回っており、この背景にはAIを悪用したディープフェイク (deepfake) の存在が指摘されている。ディープフェイクとは「実在する人物があたかもそのような言動をとったかのように装った偽の恣意的な画像や音声」を指し、特にAIを悪用した画像・音声・動画の高度な合成技術によって下支えされている。たとえば、敵対する知人の猥褻な画像・動画をディープフェイクを用いて捏造するといったごく個人的な私怨に始まり、ウクライナや米国の現職大統領による戦争関連の偽発言動画といった社会の分断を引き起こすようなものまで、様々なレベル感の事例が世界中で報告されている。ディープフェイク作成の動機も様々であるが、インターネット上での拡散による広告収入増を目的とした事例も複数件確認されている。
(AIを活用していない誤情報も含め)、こうしたコンテンツの信憑性を見抜くデジタルリテラシー (デジタルサービスを利用する上での基礎スキル) が個々人にも求められる。デジタル・プラットフォーム事業者が自ら、こうしたデジタルリテラシー向上のための啓発プログラムを提供する例も見られており、学校などへの出張講義などオンラインだけでなく対面での草の根的な活動も行われている。さらに偽情報・誤情報の判定を個々人に任せるだけでなく、ファクトチェック (事実検証) を専門に行う第三者機関による取り組みも欧米を中心に先行している。一部のファクトチェック機関はニュース・アグリゲーター・サービスも提供するデジタル・プラットフォーム事業者と連携し、ファクトチェック用ツールの開発やデジタルリテラシー向上プログラムなどで協働している。AIによってディープフェイクが容易に製作・拡散されやすくなった一方、AIを活用してディープフェイク検出ツールの精度を高める取り組みもデジタル・プラットフォーム事業者などが行っており、AIの功罪が入り混じった状況である。
環境負荷
デジタル業界は膨大な電力を消費しており、産業振興が地球温暖化につながるという、公益性の背反が起こりうると指摘されている。検索エンジンのGoogleといった従来型システムと、より複雑なアルゴリズム (計算処理ロジック) で動く生成AIで比較した際、生成AIが従来型システムの100倍から1,000倍もの計算処理を行っているとの学術報告もある。AIの大量データ処理を下支えするデータセンターのサーバーは大量の電力を消費してサーバー自体が発熱することから、これを冷却する目的で大量の水も使用される。AIに欠かせないAIチップの製造工場でも、製造時にチップ1個あたり2,200ガロン (約8,328リットル) の高純度水を必要とする。2027年には世界のAI関連の水需要量が42億から66億平方メートルに達するとの試算もあり、これはイギリス全土で使われる水 (家庭用水や農工業用水などの総和) の年間量の半分以上に相当し、水資源の奪い合いが懸念されている。

## 各国・地域の法制度、体制と主要な事件
後述のとおり、デジタル・プラットフォーム事業者が影響を受けうる各国・地域の法令は、(A) 競争法・独占禁止法・商取引法、(B) 個人情報保護・セキュリティ法、(C) 著作権など知的財産法、(D) 名誉毀損、肖像権や未成年者保護など人格権・基本的人権の諸法、(E) 偽情報拡散防止などに大別される。1つの法令で複数をカバーする包括的な立法も一部に見られる。デジタル・プラットフォームは複数のプレイヤーが複雑に連携しあって構築・運営されていることから、政府がルールを設定し、事業者がそれを遵守し、ユーザー個人はその恩恵を受け身の姿勢で待つという従来型のガバナンス構造では、対応スピード面で限界に達しているとの識者見解もある。
このうち (C)、(D)、(E) に関しては、デジタル・プラットフォーム事業者は「二次侵害」ないし「間接侵害」の責が問われうる。著作権法を例にとると、他者の著作物を不法にシェアした一般ユーザーが「直接」の権利侵害者であるのに対し、権利侵害の場や手段を提供した者 (つまりデジタル・プラットフォーム事業者) にも「間接」的に権利侵害の責任が発生する。後述のとおり、"notice and take-down" (通告・削除手続) を法令で定め、この手続に準拠して違法コンテンツを適切に削除した場合は、デジタル・プラットフォーム事業者の二次侵害を免責する条項が適用されるケースもある。
こうした法制度を逆手に取った悪用ケースも世界的に見受けられる。SNSや動画共有サービスといったデジタル・プラットフォームを介した違法行為は、国・地域を超えて被害が拡散する特徴を有することから、フォーラム・ショッピング (forum shopping、別称: 法廷地漁り) の問題を孕む。フォーラム・ショッピングとは、国際的な訴訟案件において、原告にとって最も優位な判決を下すであろう国・地域の裁判所に提訴することをいう。特に名誉毀損関連は国・地域ごとに法制度が個別細分化していることから、フォーラム・ショッピングに陥りやすいと指摘されている。フォーラム・ショッピングの中には正当な動機に基づくものもある一方、被告の裏をかく、あるいは被告が出廷しづらい法廷地を選ぶことで被告を故意に懲らしめようとする歪んだ動機も見受けられる。コンテンツの投稿者はこうしたリスクを恐れて自己検閲に乗り出し、ひいては表現の自由の抑圧につながりうる。さらには、デジタル・プラットフォームの事業者ないし一般ユーザーへのスラップ訴訟の問題も取り沙汰されている。スラップ訴訟とは、ジャーナリストを含む個人や市民団体による批判的な運動を抑制するために提起される訴訟であり、恫喝・威圧的な側面がある。欧米では反スラップ法制定の動きもある。
以下、国・地域別に見ていく (法令名の右側に特筆性を示す出典を付記)。

### 欧州連合
欧州連合 (EU) の主な法令としては以下が挙げられる。欧州連合法 (EU法) においては、「規則」(Regulation)、「指令」(Directive)、「決定」(Decision) の3種類が存在する。このうち「規則」と「決定」は、EU加盟国の個人や企業・団体などを直接的に拘束することができる。一方「指令」は目標や権利保護の抽象的な規定を示すにとどまり、間接的な効果しかないため、各国が既存の国内法を改正あるいは新規法案を成立させて具体化する必要がある (これを国内法化と呼ぶ):4–6。こうしたEUの法令に反する行為がとられた際には、加盟国やEUの諸機関のほか、自然人 (一般個人) や法人も欧州司法裁判所などEU各裁判所に提訴できる (EU条約 第19条3(a)、EU機能条約 第263条および第265条):190–191。
- 一般データ保護規則 (General Data Protection Regulation (略称: GDPR)、Regulation (EU) 2016/679)[86]- 2018年5月25日施行。EU域内居住者の氏名やクレジットカード番号といった個人情報の収集・目的外利用を規制するほか、EU域外への移転を禁ずる[87][88]。1995年制定のデータ保護指令（英語版） (Directive 95/46/EC) を改廃[89]。
- データ保護法執行指令 (Data Protection Law Enforcement Directive (略称: LED), Directive (EU) 2016/680)[90] - GDPRとセットで立法審議され、2018年5月6日施行。個人情報保護違反の刑事取締といった刑法上の執行をEU加盟国に促す[91]。
- デジタル市場法 (Digital Markets Act (略称: DMA), Regulation (EU) 2022/1925)[21][86]- 2022年11月1日施行。デジタル・プラットフォーム事業者による不正競争防止などを目的とする[8][注 20]。
- デジタルサービス法 (Digital Services Act (略称: DSA)、Regulation (EU) 2022/2065)[21][86]- 2022年11月16日施行。デジタル・プラットフォーム事業者に違法コンテンツ (未成年者保護を含む)、違法な製品やサービス取引、偽情報などの排除義務を課し、掲載広告の透明化を求める[93][94]。
- データガバナンス法（英語版） (Data Governance Act (略称: DGA)、Regulation (EU) 2022/868)[21][86]- GDPRが主に個人情報の取扱を規制するのに対し、2023年9月より適用開始となったDGAは個人以外のデータ取扱も包含する[95]。公共機関が有するデータを非公共部門に提供して再利用を促す[95][88]。
- データ法（英語版） (Data Act (略称: DA)、Regulation (EU) 2023/2854)[21][86]- 公共機関のデータ再活用に特化したDGAを補完する位置づけの立法であり、DAではB2B (民間事業者間) およびB2C (事業者と個人間) のデータシェアを公平かつ効果的に活性化する[95]。
- AI法 (Artificial Intelligence Act (略称: AIA), Regulation (EU) 2024/1689)[96] - 2024年8月施行[97]:1。人権侵害や恣意的なユーザーの誘導などの観点からAIを1. 許容できないリスク、2. 高リスク、3. 限定的なリスク、4.最小のリスクに4分類し、AI開発者や導入者などにリスク度に応じた管理・抑制を義務付ける[98]。GDPRと同様、EU域外にも適用[96]。
- DSM著作権指令 (Directive on Copyright in the Digital Single Market、Directive (EU) 2019/790)[99] - 2019年成立、2021年6月7日までに国内法化[100]。他社コンテンツを利用するニュースアグリゲーターに対する利益分配を義務化[100]。ユーザーによって投稿された違法コンテンツの削除手続の明文化など[注 21]。DSAとDSM著作権指令には共通項も多い[99]。
- 電子商取引指令（英語版） (Electronic Commerce Directive, Directive 2000/31/EC)[104] - 2000年7月17日施行[105]。当指令が規制対象とするオンラインの事業体はニュースサイト、物販、広告、弁護士・医師・不動産売買等の士業、エンターテインメント、ISPやサーバーホスティングサービスなどの通信業が含まれる[105]。スパム対策、透明・公正な広告表示と取引契約内容などを義務付ける[105]。
- 児童の性的搾取、児童ポルノの撲滅に関する指令 (Directive on combating sexual abuse, sexual exploitation of children and child pornography、Directive 2011/93/EU)[106] - 2011年制定の性的虐待や搾取からの子どもを保護するEU基本法令[107]。 その後の事態深刻化を背景に、EUでは2024年2月6日に欧州委員会が改正法案を提出しており、審議中[107]。
- 視聴覚メディアサービス指令（英語版） (Audiovisual Media Services Directive (略称: AVMSD), Directive 2010/13/EU)[106] - 2010年5月5日適用開始し、2018年成立の改正版は2020年9月19日が国内法化の期限[108]。従来型のテレビ放送局だけでなく、オンデマンド型の動画配信サービスや、ユーザー投稿型動画共有サービスに対し、ヘイトスピーチや児童保護に反するコンテンツ、タバコやアルコールなどの広告を禁止[108]。

EUの政策執行機関である欧州委員会には、通信ネットワーク・コンテンツ・技術総局 (Communications Networks, Content and Technology、通称: CONNECT) があり、デジタル・プラットフォーム関連の政策立案および実行も担っている。また、EUオンラインプラットフォーム経済オブザーバトリー専門家グループ (EU Observatory on the Online Platform Economy) は欧州委員会の職員や外部有識者から構成されており、デジタル・プラットフォームの監視・分析を通じて政策立案を支援している。
EU加盟各国の国内法制度と運用状況の一部を紹介すると、フランスでは日本の公正取引委員会に相当する競争委員会がGoogleと関連会社に対し、2021年7月に5億ユーロ、2024年3月には2億5,000万ユーロの制裁金を科している。これはDSM著作権法によって国内法化の一環で成立した通称「プレス隣接権法」に基づく措置であり、同法の条項ではニュース報道元の記事を利用する際には、適正な報酬支払を義務付けている:169–170。またベルギーの刑法では、2016年の法改正で性的コンテンツの不同意拡散罪が明文化され:105–107、違反者は6ヶ月以上5年以下の拘禁刑に処される:91。

### イギリス
英国は2020年末をもってEU加盟から完全に離脱しており (いわゆるBrexit)、以降は上述のEU規則や指令に拘束されない。しかしBrexit以前はこれらEU諸法に沿った形で英国内法が整備されていた。
- 2018年データ保護法（英語版） (Data Protection Act 2018 (DPA))[118] - 2018年5月25日施行[90]。上述のEU規則「GDPR」およびEU指令「LED」(共に2018年施行) で定められた義務の履行、およびさらなる法的強化を目指して成立した英国の包括的なデータ保護法[90]。
- チルドレンズコード（英語版）[119] - 2021年9月2日施行。子どもが利用しうるアプリやソーシャルメディア、ゲーム、ニュースサイトといったデジタル・プラットフォームに対し、15の行動規範を提示[120]。国連子どもの権利条約や2018年データ保護法などを法源とする[121]。後述の米国カルフォルニア法 (2022年) の制度設計に影響を与えたとされる[119]。

英国では個人情報保護監督機関 (Information Commissioner's Office (ICO)) や全英児童搾取対策オンライン保護本部 (Child Exploitation and Online Protection Command (CEOP Command)) といった第三者機関が設けられている。ICOは個人情報保護に関する苦情を受け付けており、違反行為には制裁措置を取る権限を有する。
2022年11月にデジタル・文化・メディア・スポーツ省委託事業として実施された調査によると、オンライン上の子どもの権利保護の観点で最も注視すべきはソーシャルメディアであり、回答者の77%は法令違反のデジタル・プラットフォーム事業者に対して制裁を加えることに賛同している。

### アメリカ合衆国
米国には、全州に適用される連邦法と個別の州内だけに適用される州法が並存する。以下はデジタル・プラットフォームの運営に関連する連邦法【F】ないし州法【S】である。
日本の総務省『情報通信白書』令和5年度版 (2023年度版) によると、米国では個人情報保護の包括的な連邦法は未成立であり、以下のとおり包括的な州法ないし部分的な連邦法しか存在しない。(デジタル・プラットフォームに限らず) 米国は多くの連邦法案が議会に提出されるも、廃案率が高いことで知られている。法案審議の過程では、ビッグ・テック (デジタル・プラットフォーム事業者大手) が議会に召致されて公聴会で詰問されるケースも見受けられる。
- 【S】カリフォルニア州消費者プライバシー法（英語版） (California Consumer Privacy Act (CCPA))[125]- 全米初の包括的な個人情報保護法[125]。
- 【F】児童オンラインプライバシー保護法（英語版） (Children's Online Privacy Protection Act (COPPA))[128][注 28] - 1998年制定。13歳未満の児童の個人情報を保護者の同意なしにデジタル・プラットフォーム事業者が収集・利用することを禁じる[130]。
- 【S】カリフォルニア州年齢に適した設計規範法 (California Age-Appropriate Design Code Act)[119] - 2022年制定[119]。COPPAでは対象外となっている13歳以上18歳未満もカバーするほか、規制対象事業者にゲーム、漫画アニメ、音楽といった児童の関心度の高いコンテンツ提供事業者やデジタル広告を含めている[131]。

データ保護関連
連邦法初の包括的なデータ保護法と目されていた米国データプライバシー・保護法 (American Data Privacy and Protection Act (ADPPA)、法案番号: H.R.8152) は2022年7月に連邦議会下院の小委員会で可決したものの、その後廃案となった。その内容は、個人データの修正・削除を消費者・ユーザーが事業者に対して請求でき、また事業者による目的外の個人データ収集・利用を禁止するというものであった。2024年、ADPPAと共通項も多いと言われる米国プライバシー権法 (American Privacy Rights Act (APRA)、法案番号: H.R.8818) が法案提出され、審議中である (2024年10月現在)。
データ保護に関連し、中国政府の支配下にあると見なされている運営企業のByteDanceは、動画共有サービスTikTokを中国系以外の企業に売却しない限り、米国内での使用を禁じる法的措置が検討されている。米国内だけでもTikTokユーザー数は2024年時点で約1億7000万人に上ると見られており、ユーザー情報がTikTok経由で中国政府に流出しており、国家の情報セキュリティ上のリスクとして懸念されている。2024年4月にはバイデン大統領がTikTok株の強制売却法案に署名しており、これに対抗してTikTok側は違憲を主張して提訴している。
児童保護関連
連邦法COPPAの規定違反は連邦取引委員会法 (合衆国法典合衆国法典第15編第41条以下) の規定に基づき、連邦取引委員会 (FTC) が50,120米ドル以下の民事制裁金命令を求めて訴訟を起こせる。また、連邦機関たるFTCだけでなく各州も民事訴訟を提起できる。
しかしながら2021年10月、連邦議会上院の小委員会公聴会で、Facebook (現Meta) 社の元従業員が児童・青少年にソーシャルメディアがおよぼす悪影響について証言し、事態の深刻さが全米で懸念共有されることとなった。これを契機に、COPPAの対象外となっている13歳以上の青少年も含めた法的保護の追加立法が連邦議会、州議会ともに審議されるようになった。2023年にはユタ州でソーシャルメディア規制法 (Utah Social Media Regulation Act) が制定されるも、2024年9月に連邦地裁は修正憲法1条で保障された表現の自由を抑圧するとして、同法の適用不可の判決を下している。同法には午後10時半から翌日午前6時半の時間帯に未成年者がソーシャルメディアなどのアカウントにアクセスするのを禁じる条項などが含まれている。
不正競争関連
ビッグ・テック各社は、その支配的影響力が問題視され、複数の訴訟を起こされている。アメリカ合衆国司法省および州政府がそれぞれ、Googleの検索エンジンとGoogle広告配信プログラムを、また連邦取引委員会 (FTC) がFacebook (現Meta) によるInstagramとWhatsApp買収を、カリフォルニア州がAmazon出店者に対する値引き強要を、それぞれ問題視して提訴している。

### 日本
デジタル・プラットフォーム事業者が規制を受けうる日本の法令は以下のとおりである。
- デジタルプラットフォーム取引透明化法 - 2021年3月施行[145]。
- 個人情報保護法 - 2020年改正、2022年4月に全面施行[125]。個人の権利・利益を損なう個人データの収集拒否の選択肢 (オプトアウト) 提示、こうしたデータの利用停止・消去請求手続、事業者以外の第三者へのデータ無断提供の禁止などを盛り込む[125]。
- 特定商取引法 - 商品・サービス販売時に事業者による不適正な勧誘・取引を禁じ、クーリングオフ (契約解除) を設ける[146]。インターネット経由の広告による通信販売も規制対象に含まれる[147]。
- 香川県ネット・ゲーム依存症対策条例[148]:1 - 2020年施行。平日はコンピューターゲームの使用を1日60分、スマートフォンの使用は午後9時まで[注 29]などと定める子どもの発育保護を目的とした条例[149]。

デジタル・プラットフォームの大規模事業者を指定して特別管理下に置いている点では、日本のデジタルプラットフォーム取引透明化法は欧州連合のデジタル市場法 (DMA) と共通するが、日本のデジタルプラットフォーム取引透明化法が情報開示の義務が中心であるのに対し、DMAは不正競争を予防する措置を含んでいる。またDMAには含まれるもののデジタルプラットフォーム取引透明化法の対象に含まれない業態として、メッセージングサービス、オペレーティングシステム、ウェブブラウザ、仮想アシスタント、クラウドコンピューティング・サービスがある:3。規制のかかる行為もDMAの方が幅広い:4。
上述の米国ユタ州のソーシャルメディア規制法のように、日本でも地方自治体が独自に子どものデジタル・プラットフォームへのアクセス時間帯を制限する立法が見られ、違憲性を求める訴訟に発展している。香川県のネット・ゲーム依存症対策条例は、時間制限とゲーム依存の因果関係が不明瞭であることから、医療専門家などからの批判を受けている:2。当条例が個人の権利を過度に制限しているとして違憲を主張し、損害賠償を請求する訴訟も提起されていたが、2022年8月、高松地方裁判所は原告の訴えを棄却している。

### 中国
- 独占禁止法[61] - 2022年8月改正。デジタル・プラットフォーム事業者の市場における優越的地位の濫用を禁じる[61]。
- 中国サイバーセキュリティ法 (中华人民共和国网络安全法)[151] - 2017年制定[151]。
- 中国データセキュリティ法 (中华人民共和国数据安全法)[152] - 2021年9月施行。データ取扱時の履行義務が明文化された[152][151]
- 個人情報保護法 (中华人民共和国个人信息保护法)[152] - 2021年11月施行。中国初の個人情報保護の基本法。デジタル・プラットフォーマーに関しては、アルゴリズムを用いて個人の嗜好などを分析し、差別的価格[注 32]を設定する際の個人情報の取り扱いを規制[152][154]。

中国サイバーセキュリティ法、データセキュリティ法、個人情報保護法はまとめて「中国サイバー三法」と呼ばれることもある。個人情報保護法は用語の定義や規制の基準など、条文上では不明瞭な点も多く注意が必要である。

### ブラジル
- 一般データ保護法（ポルトガル語版、英語版） (Lei Geral de Proteção de Dados、略称: LGPD)[155]- 2020年に可決成立[155]。EUのGDPRや米国カリフォルニア州のCCPAと類似のデータ規制法[155]。データ保護監督当局である国家データ保護機関（ポルトガル語版） (Autoridade Nacional de Proteção de Dados、略称: ANPD) が取締にあたる[155]。

違法コンテンツ投稿・拡散関連
ブラジル最高裁判所は2024年8月、同国内で2,200万ユーザーを抱えるソーシャルメディアX (旧Twitter) へのアクセスを禁じる命令を下した。2022年のブラジル大統領選挙に関する偽情報、およびヘイトスピーチをX上で拡散したユーザーのアカウントを凍結しなかったことが原因である。Xのオーナーである事業家イーロン・マスクは、最高裁の決定が表現の自由の侵害に当たるとして反発するも、運営停止による事業収益への影響を考慮して2,800万レアル (510万米ドル相当) の制裁金を支払うこととなり、アクセス禁止措置は同年10月に解除されている。
また2023年時点で1,500万の国内ユーザーがいると推定されるDiscordは、未成年に対する性暴力目的の誘拐、人種差別、動物虐待など犯罪の温床となっており、2023年までに逮捕者が相次いだ。ブラジルではDiscord以外の通信手段も用いられているものの、特に若年層の利用が多く、かつ中央統制を統制が利ききづらい仕様のDiscordが、未成年者保護の観点でとりわけ懸念されている。